# Notre musique
Notre musique és una pel·lícula francesa dirigida per Jean-Luc Godard estrenada el 2004.

## Argument
Aquesta pel·lícula es compon de tres parts de longituds desiguals :
«Regne 1 - Infern» és composta de diverses imatges de guerra, sense ordre cronològic ni històric. Les imatges són procedents de documentals, de documents de propaganda dels exèrcits o agafades de pel·lícules de ficció.
Cap so original, tot i que s'ha agafat música i algunes frases. Aquestes seqüències molt curtes resumeixen les diferents maneres de dominar, de matar o de morir.
«Regne 2 - Purgatori » és la part més llarga. Desenvolupada a la ciutat de Sarajevo a l'època actual, amb ocasió de les Trobades Europees del Llibre.
Es tracta de conferències o de senzilles converses a propòsit de la necessitat de la poesia, de la imatge d'un mateix i de l'altre, de Palestina i d'Israel, dels indis d'Amèrica, i tant de persones reals com de personatges imaginaris. Una visita al pont de Mostar, en reconstrucció, simbolitza l'intercanvi entre culpabilitat i perdó.
Godard mateix ens lliura una magistral lliçó de descodificació de les imatges, ensenyant-nos com dues imatges semblants poden ser llegides de maneres radicalment oposades en funció del mite que pot existir al darrere.
«Regne 3 - Paradis » ens mostra una jove que, havent-se sacrificat per la pau a Israel, troba la seva recompensa a la vora d'un llac idíl·lic, però estretament vigilat.
Godard ens deixa anar aquesta terrible advertència: «Els carrers del Paradís són guardats pels Marines dels Estats Units d'Amèrica»

La pel·lícula utilitza com a banda sonora música de la compositora estatunidenca Meredith Monk.

## Crítica
Aquesta pel·lícula, presentada fora de competició al Festival de Canes 2004, empeny l'espectador a reflexionar.
Godard s'adreça a la nostra intel·ligència i intenta trobar les arrels comunes de totes les guerres. Ret homenatge a través dels llibres i d'una biblioteca desolada al Fahrenheit 451, de François Truffaut.

## Repartiment
- Sarah Adler: Judith Lerner
- Nade Dieu: Olga Brodsky
- Rony Kramer: Ramos Garcia
- Jean-Christophe Bouvet: C. Maillard
- George Aguilar: l'indi
- Leticia Gutiérrez: l'índia
- Simon Eine: Olivier Naville

i en els seus propis papers :
- Jean-Luc Godard
- Juan Goytisolo
- Mahmoud Darwich
- Jean-Paul Curnier
- Pierre Bergounioux
- Gilles Pecqueux

## Premis
- Premi FIPRESCI al Festival Internacional de cinema de Sant Sebastià 2004 per Jean-Luc Godard.